# 澳洲麗花鰭
澳洲麗花鮨，為輻鰭魚綱鱸形目鱸亞目麗花鮨科的其中一種，分布於澳洲及紐西蘭海域，為亞熱帶海水魚，深度15-365公尺，體長可達49公分，棲息在沿岸礁石區水域，成群活動，生活習性不明。